# Slag bij de Modderrivier
De Slag bij de Modderrivier (bij de Afrikaners bekend als de Slag van die Twee Riviere) vond plaats op 28 november 1899 tijdens de Tweede Boerenoorlog bij de samenvloeiing van de Modderrivier en de Rietrivier (nu nabij de rijksweg N12); iets ten zuiden van Kimberley.

## Geschiedenis

### Vooraf
Na de acties bij Belmont en Graspan merkte generaal Koos de la Rey op dat de oude Boerenstrategie om heuvels (kopjes) te bezetten niet meer goed werkte, aangezien de toppen uitstekende doelen voor de artillerie waren. Bovendien boden de hellingen van de heuvels dekking aan de aanvallers, zodra ze de voet van de heuvel bereikten. Hij realiseerde zich dat een vlakke ondergrond niet alleen een betere beschutting kon bieden, maar ook een effectiever schietbereik bood aan de moderne geweren. 
Hij had daarom zijn manschappen aan zowel de zuidkant als de noordkant laten ingraven, ongeveer 50 tot 100 meter van de rivieroever. De gezamenlijke Boeren (naast De la Rey ook Cronjé en Prinsloo) hadden ongeveer 3500 tot 4000 man. Ze hadden zes Krupp-kanonnen en minstens vier ‘pom-pom’-Maxim kanonnen bij zich. De Britse troepen bestonden uit ongeveer 10.000 man met drie artilleriebatterijen en vier zware 12-pond scheepskanonnen.

## De aanval

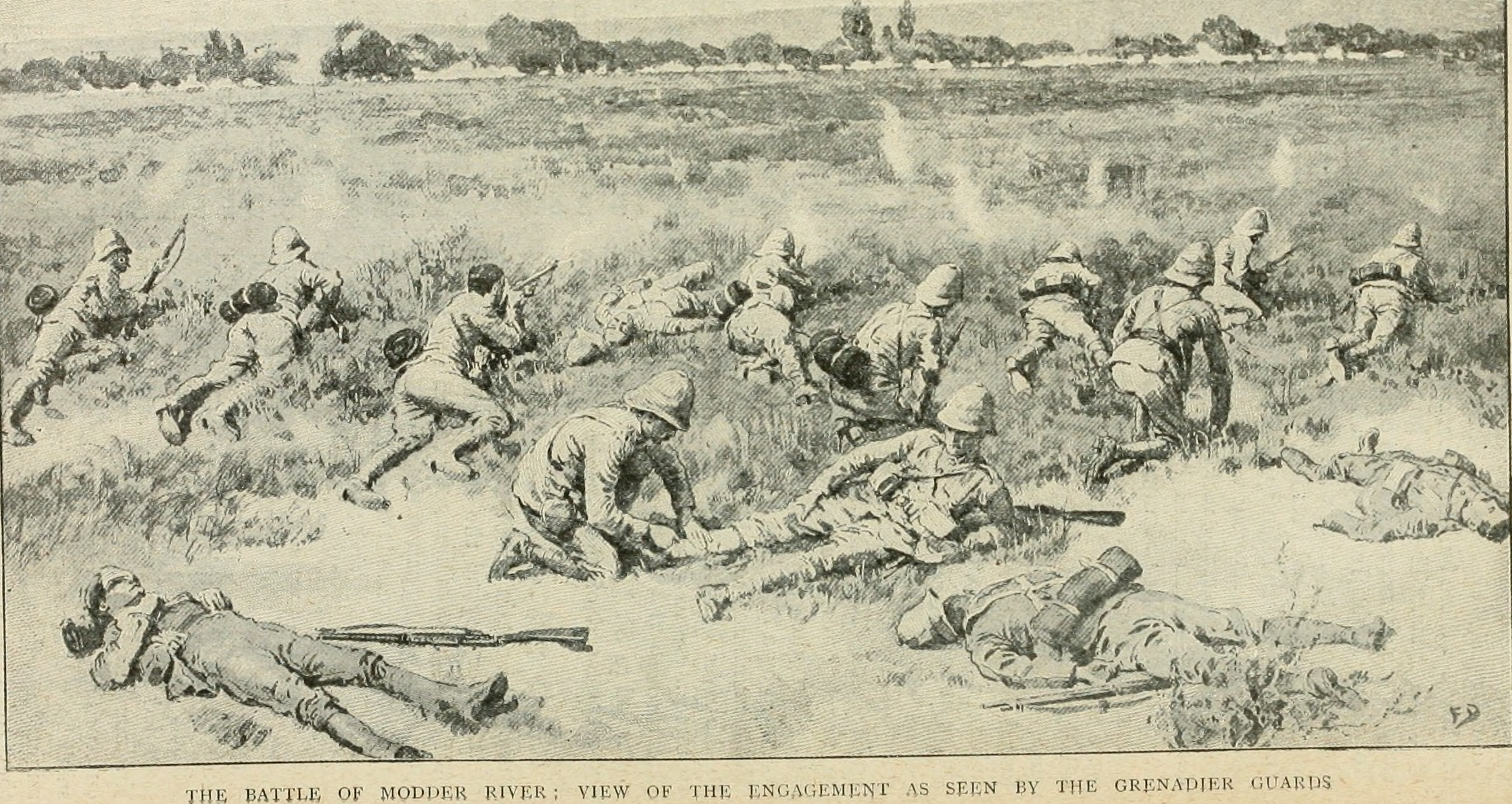
Britse troepen tijdens de slag

Omstreeks vier uur in de ochtend van de 28e marcheerde de Britse strijdmacht naar de (opgeblazen) brug over de Modderrivier (de spoorbrug loopt nog steeds op dezelfde plek over de rivier). Luitenant-generaal Lord Methuen, die verwachtte dat de Boeren zich op de heuvels hadden ingegraven, liep regelrecht in de val van de Boeren. Gelukkig voor hem openden de Boeren onder Cronjé voortijdig het vuur (vanaf meer dan een kilometer), zodat de Britten ontsnapten aan een gruwelijke verrassing. Het vuurgevecht duurde de hele dag. De Britten zaten aanvankelijk vast op het open veld, maar de rechterflank van de Boeren werd bemand door Boeren uit Oranje Vrijstaat, die verliezen hadden geleden bij Graspan en Belmont waarvan ze nog niet bekomen waren. Toen deze onder vuur kwamen sloegen zij op de vlucht. Een tegenaanval door De la Rey (die eigenlijk het centrum hoorde te verdedigen, aan de andere kant van de rivier) stabiliseerde het front, maar wist de Britten niet terug te werpen over de rivier. 's Nachts besloten de Boeren dat de stelling niet meer houdbaar was en trokken zich terug.

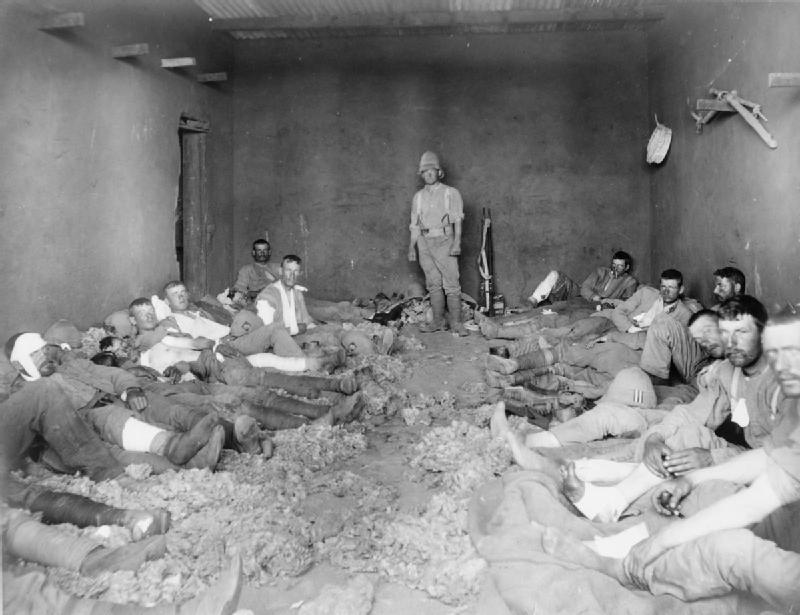
Britse verbandpost

De Britse verliezen waren fors. Lord Methuen zelf raakte tijdens het gevecht gewond aan de rechterheup. Aan de kant van de Boeren was Adriaan de la Rey, de oudste zoon van Koos de la Rey, een van de slachtoffers was Adriaan. Hij werd dodelijk gewond werd door een granaat (en stierf diezelfde nacht).
Lord Methuen meldde dat de strijd "een van de zwaarste en meest beproevende gevechten in de annalen van het Britse leger" was geweest. Hoewel de verliezen niet bijzonder hoog waren, vooral omdat de Boeren het vuur voortijdig openden, was het duidelijk dat een simpele frontale aanval door infanterie op een vijand die alleen geweren gebruikt, feitelijk onmogelijk was. De Britten moesten tien dagen pauzeren om hun slachtoffers te evacueren, verdere versterkingen te ontvangen en hun communicatielijnen te herstellen. Door dit uitstel konden de Boeren de loopgraven en muren bouwen die ze moesten verdedigen in de Slag bij Magersfontein.